# Joanna Baillie
Joanna Baillie (Bothwell, 11 settembre 1762 – Hampstead, 15 gennaio 1851) è stata una poetessa e drammaturga scozzese.
Nell'arco della sua carriera ha scritto 27 opere teatrali e decine di poesie e ha goduto di grande notorietà, soprattutto per la sua opera Plays on the Passions.

## Biografia
Joanna Baillie nasce a Bothwell, vicino a Glasgow,  l'11 settembre del 1762. La madre, Dorothea Hunter (1721–1806), era la sorella di William e John Hunter, due importanti medici e anatomisti del tempo. Il padre, James Baillie (1722–1778), era il ministro presbiteriano di Bothwell e, due anni prima della sua morte insegnò teologia all'Università di Glasgow. La famiglia Baillie era di antica origine scozzese, fra i loro antenati è ricordato il patriota e condottiero William Wallace.
Nel 1769 la famiglia Baillie trasloca da Bothwell a Hamilton, nel sud Lanarkshire, dove il reverendo Baillie era stato designato ad una chiesa collegiata, e pochi anni dopo, all'età di dieci anni, Joanna viene iscritta a un collegio femminile di Glasgow. Dopo aver assistito per la prima volta ad una rappresentazione nel teatro della città, viene conquistata da quest'arte che coltiverà per tutta la sua vita.
Nel 1778, a seguito della morte del reverendo Baillie, per problemi economici la famiglia si trasferisce a Long Calderwood, nei dintorni di Glasgow, mentre il fratello di Joanna, Matthew Baillie, si iscrive al Balliol College ad Oxford, seguendo le orme dello zio William nello studio della medicina. Alla morte di quest'ultimo nel 1783, Matthew eredita la sua casa e la sua collezione privata, risolvendo i problemi economici della famiglia che l'anno seguente si trasferisce nella nuova dimora a Londra.
Grazie alla zia Anne Hunter, poetessa di fama, Joanna accede ai circoli letterari della capitale, di cui fanno parte Fanny Burney, Elizabeth Carter ed Elizabeth Montagu, e Incoraggiata dal suo esempio, inizia a scrivere poesie. Nel 1790 pubblica in forma anonima un libro di poesie che riceve scarsa attenzione, ma che rappresenta l'inizio della sua carriera letteraria: Poems: Where in it is Attempted to Describe Certain Views of Nature and of Rustic Manners; and also, to Point Out, in Some Instances, the Different Influence Which the Same Circumstances Produce on Different Characters.
Si dedica in seguito alla scrittura di opere teatrali, mettendo a frutto le letture e gli studi intrapresi dei più noti drammaturghi inglesi e autori francesi quali Corneille, Racine, Molière e Voltaire.
Fra le influenze di cui si ha traccia nell'opera di Joanne si riscontrano le attività e i risultati scientifici in campo medico - all'epoca rivoluzionari - dei due zii e del fratello, chirurghi e ostetrici, fra i primi a studiare i problemi riguardanti l'anatomia femminile e a pubblicare studi sistematici di patologia. Essi avrebbero stimolato la giovane scrittrice a interrogarsi sulla sorgente psicologica e biologica delle passioni umane. Lo zio William fu l'ostetrico della regina Carlotta, moglie di Giorgio III, che ebbe a sua volta come medico curante John Hunter e poi Matthew Baillie. La pazzia e le vicende legate a Giorgio III farebbero da sfondo a diversi drammi di Joanna Baillie.
Dopo il matrimonio di Matthew nel 1791, Mrs Baillie e le figlie si sistemano a Colchester, dove Joanna scrive la sua prima opera, Plays on the Passions. Circa 10 anni dopo si trasferiranno definitivamente a Hampstead, dove Joanna e la sorella Agnes trascorreranno il resto della loro vita. In stretti rapporti di amicizia con molte figure eminenti nel campo delle arti e delle scienze, Joanna diventa l'animatrice di un vivace salotto letterario. Anna Laetitia Barbauld e Lucy Aikin sono le sue vicine, oltre che strette amiche, mentre Sir Walter Scott intrattiene con lei un regolare rapporto epistolare, e si reca a visitarla ogni volta che si trova a Londra. Nel 1823 muore il fratello Matthew.
Raggiunti i settant'anni, Joanna trascorre un anno in cattiva salute e interrompe i rapporti epistolari con la sua cerchia di conoscenti, ma in seguito recupera le forze e riprende il suo lavoro. Il suo obbiettivo sarà quello di raccogliere tutte le sue opere, ad eccezione di un opuscolo teologico, in un unico volume, e di vedere il suo libro pubblicato. Nel 1851, poco prima della sua morte, realizzerà questo suo desiderio con la pubblicazione della raccolta The Dramatic and Poetical Works of Joanna Baillie, Complete in One Volume.
Joanne Baillie muore di vecchiaia nel 1851 a Hampstead. La sorella Agnes vivrà fino al compimento del centesimo anno di età. Entrambe le sorelle saranno sepolte accanto alla madre nel cimitero della parrocchia di Hampstead.
Nel 1899 venne eretto un monumento commemorativo in memoria di Joanna Baillie nel sagrato di Bothwell, il suo luogo di nascita.

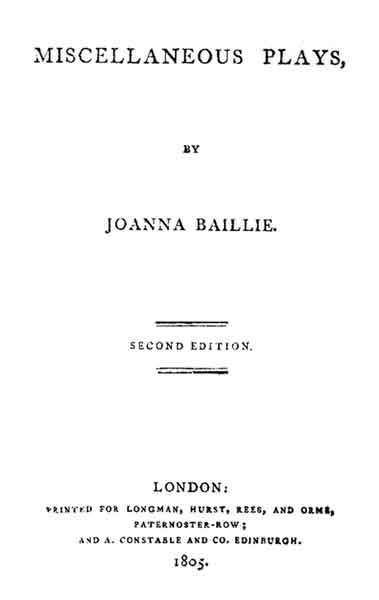
Title page of Joanna Baillie's Miscellaneous Plays (London: Longman, Hurst, Rees, and Orme, 1804).

## Opere letterarie e teatrali[15]

### Poesie
1790 • Viene pubblicata la prima opera di Baillie, Poems: Wherein it is Attempted to Describe Certain Views of Nature and of Rustic Manners. Successivamente verrà da lei revisionata e alcune poesie selezionate verranno ristampate nel libro Fugitive Verses (1840). La sua prima poesia, Winter Day, evoca i suoni ed i paesaggi invernali nel quartiere di Long Calderwood.
1821 • Metrical Legends of Exalted Characters, racconta in versi storie eroiche di figure come William Wallace, Christopher Columbus e Lady Grizel Baillie. Per queste storie si ispira in parte alle eroiche ballate di Walter Scott e alla sua opera Historical Romance.
1840 • Incoraggiata dal suo vecchio amico poeta e banchiere Samuel Rogers, Baillie pubblica una nuova raccolta, Fugitive Verses. Alcune di queste poesie sono scritte nell'antico dialetto scozzese.
1849 • Viene pubblicata la poesia Ahalya Baee (ripubblicata come Allahabad nel 1904).

### Opere teatrali[18]
1790 • Scrive la tragedia teatrale Arnold che non fu mai pubblicata e in seguito bruciata. Nello stesso anno compone Rayner, quasi completamente revisionata prima di essere pubblicata nel 1804 nell'opera Miscellaneous Plays.
1791 • Inizia la composizione di Plays on the Passions, la sua opera più famosa.
1798 • Il primo volume di Plays on the Passions viene pubblicato anonimamente con il titolo A Series of Plays. La raccolta è composta dal Count Basil, una tragedia d'amore, The Tryal, una commedia romantica e De Monfort, una tragedia sull'odio, il tutto preceduto da un Introductory Discourse che rivela gli elementi fortemente innovativi introdotti dall'autrice nel campo dell'estetica e della poetica drammaturgica. In questo trattato di 72 pagine, Joanna si concentra sui temi del linguaggio e della scrittura teatrale, anticipando le idee espresse da Wordsworth nella celebre Preface alle Lyrical Ballads(1800). Il tema centrale del "Discourse"  è una rielaborazione delle caratteristiche tematiche della tragedia e della commedia, che porta il nucleo dell'azione dall'universale al particolare, dalle vicende di ordine pubblico a quelle domestiche.
In questo volume Joanna si concentra sulle passioni umane e ne segue lo sviluppo all'interno del dramma. Data l'anonimia dell'opera, all'epoca si sospettò che l'autore fosse Walter Scott, ma analizzando i temi ed i personaggi si suppose che fosse l'opera di una donna. Hester Lynch Piozzi e Mary Berry, ad esempio, erano tra coloro che sostenevano tale ipotesi, finché, per la gioia di tante scrittrici contemporanee e, in particolare, di alcune celebri come Elizabeth Carter, il misterioso nome fu rivelato pubblicamente. Per lungo tempo si è creduto che questi pezzi teatrali non fossero tanto destinati alla rappresentazione, ma ad una lettura privata.
Nelle opere di Baillie la rappresentazione delle passioni umane prevale sulla storia narrata. Sono le pulsioni psicologiche e i desideri, uniti alla parte irrazionale dell'animo, a guidare i personaggi. Nella maggior parte dei suoi drammi, i protagonisti commettono atti violenti e sanguinosi, ma sono le pulsioni motivanti e il senso di colpa che segue tali atti a costituire la forza trainante e il fulcro tematico.
1800 • De Monfort, tragedia in cinque atti,  fu messo in scena al teatro Drury Lane. I due celebri attori John Kemble e Sarah Siddons interpretarono rispettivamente i ruoli di Jane De Monfort e del fratello De Monfort. Il dramma andò in scena per otto sere consecutive, ma non fu di grande successo.
1802 • Al contrario del primo, il secondo volume dell'opera Plays on the Passions fu pubblicato con il nome di Joanna Baillie. Si compone di una commedia sull'odio, The Election, una tragedia in due atti sull'ambizione, Ethwald, e una commedia sull'ambizione, The Second Marriage. Baillie stessa era dell'opinione che queste opere, specialmente Ethwald, rappresentassero il suo scritto migliore.
1804 • Viene pubblicato il volume intitolato Miscellaneous Plays, composto dalle tragedie Rayner e Constantine Paleologus, e da una commedia, The Country Inn.
1810 • Esce alle stampe un'opera su tematiche scozzesi, The Family Legend,  che verrà messa in scena a Edimburgo con l'appoggio di Sir Walter Scott. Il suo breve ma brillante successo, spingerà gli amministratori del teatro a rimettere in scena l'opera De Monfort, ben accolta dal pubblico. The Family Legend include un prologo di Scott e un epilogo di Henry Mackenzie. Secondo Scott la tragedia fu "a complete and decided triumph".
1812 •  Viene pubblicato il terzo ed ultimo volume di Plays on the Passions. Consiste in due tragedie gotiche: Orra e The Dream, una commedia, The Siege, ed un dramma musicale, The Beacon. Le due tragedie e la commedia hanno come tema centrale la paura, mentre il tema del dramma musicale è la speranza.
1815 • The Family Legend è messo in scena a Drury Lane, a Londra e a Edimburgo.
1821 • De Monfort è rappresentato a Drury Lane, a Londra. In questa produzione più tarda, il ruolo del protagonista viene svolto dal famoso Edmund Kean, l'attore amato da molti scrittori romantici, tra cui Byron.
1836 • Vengono pubblicati i tre volumi di Miscellaneous Plays, in cui sono incluse nove nuove opere, tra cui una commedia sulla gelosia e una tragedia sul rimorso.
Oltre che per i suoi drammi teatrali Baillie ebbe fama anche per le sue poesie e canzoni, come  Lines to Agnes Baillie on her Birthday, The Kitten, To a Child, alcuni adattamenti di canzoni scozzesi come Woo'd and Married an'a'. Altre conosciute canzoni sono, per esempio,The Chough e The Crow nell'opera Orra e la canzone d'amore The Phantom.

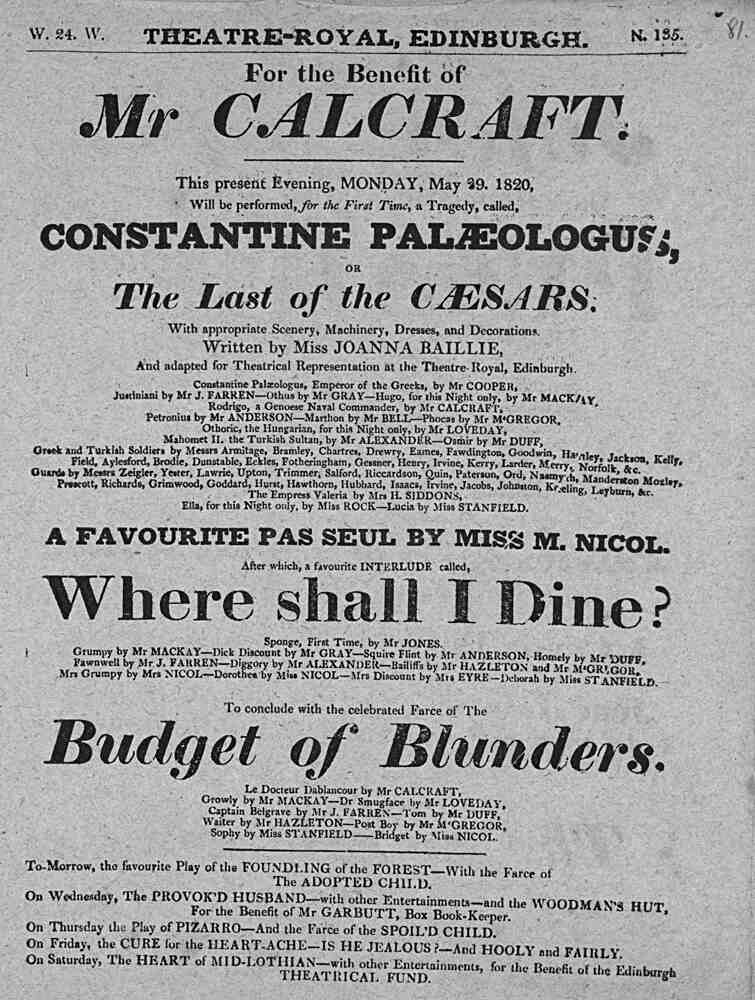
Playbill for Joanna Baillie's The Last of the Caesars; or, Constantine Palaeologus at the Theatre Royal Edinburgh, 29 May 1820.

### Opere religiose
Come figlia di un ministro presbiteriano, la religione fu un elemento importante per Baillie. Nel 1826 pubblicò The Martyr, una tragedia sulla religione, non destinata ad essere messa in scena, ma di sola lettura.  Nel 1831 entrò in pieno dibattito teologico pubblicando un opuscolo intitolato A view of the general tenour of the New Testament regarding the nature and dignity of Jesus Christ.

### Traduzioni italiane
- Joanna Baillie, Withcraft, a cura di Valentina Poggi, Firenze, Aletheia, 2002, ISBN 88-85368-32-8.
- Joanna Baillie, Leggenda di famiglia, a cura di Lilla Maria Crisafulli e Liana Battelli, Bologna, Bononia University Press, 2007, ISBN 978-88-7395-222-0.

### Filantropia
Raggiunta una certa stabilità economica, Joanna diede metà dei guadagni ricevuti dai suoi scritti in beneficenza, partecipando a diverse attività di filantropia, come la campagna di Sheffield, sostenuta da James Montgomery, in supporto degli spazzacamini. Baillie scrisse anche una serie di poesie e prose che sostenevano la necessità di una riforma contro lo sfruttamento del lavoro dei bambini. Nelle sue poesie non mancarono riferimenti alla moralità cristiana e soluzioni utopiche.
Gli scritti di Joanna venivano letti e ammirati anche da autori e autrici poco conosciuti, provenienti da classi meno agiate, come il poeta calzolaio John Struthers che chiese suoi consigli per le sue opere. Per aiutare un'amica in difficoltà finanziarie, nel 1823 Baillie curò un volume di poesie dal titolo A Collection of Poems, Chiefly Manuscript, and from Living Authors, a cui contribuirono Walter Scott, Anna Letitia Barbauld, Felicia Hemans, Robert Southey e William Sotheby.

## Riconoscimenti
Nella sua autobiografia John Stuart Mill ricorda l'opera di Baillie, Constantine Paleologus, come il miglior dramma teatrale degli ultimi due secoli. Secondo Harriet Martineau, Joanna poteva essere considerata seconda solo a Shakespeare. Le sue opere furono tradotte in tedesco e cingalese, e vennero rappresentate sia in Gran Bretagna che negli Stati Uniti.
Tuttavia quando Martineau la incontrò nel 1830, la sua fama sembrava appartenere ad un'epoca passata. Nella seconda metà del XIX e nel corso del XX secolo i suoi drammi non furono rappresentati. Solo alla fine del novecento i critici cominciarono a riconsiderare le sue descrizioni sulle passioni della mente umana, influenzate dalla letteratura romantica.